# التحریر الشیعی (حزب مصری)
التحریر الشیعی(به عربی: التحرير الشيعي) نام حزبی مصری و دارای رویکردی شیعی است که ریاست کنونی ان را دکتر احمد راسم نفیس بر عهده دارد. این حزب در پی کسب جایگاه در نظام سیاسی فعلی مصر است و از پشتیبانی چند میلیون شیعه اهل مصر بهره می‌برد. نامگذاری این حزب با نگرش به میدان تحریر قاهره مصر است. ولی دادگاه تأسیس حزب را رد کرد.

## منبع
- https://ar.wikipedia.org/wiki/%D8%AD%D8%B2%D8%A8_%D8%A7%D9%84%D8%AA%D8%AD%D8%B1%D9%8A%D8%B1_%D8%A7%D9%84%D9%85%D8%B5%D8%B1%D9%8A
- https://www.youm7.com/story/2017/5/20/%D8%A7%D9%84%D8%A5%D8%AF%D8%A7%D8%B1%D9%8A%D8%A9-%D8%A7%D9%84%D8%B9%D9%84%D9%8A%D8%A7-%D8%AA%D8%B1%D9%81%D8%B6-%D8%B7%D8%B9%D9%86-%D9%8A%D8%B7%D8%A7%D9%84%D8%A8-%D8%A8%D8%AA%D8%A3%D8%B3%D9%8A%D8%B3-%D8%AD%D8%B2%D8%A8-%D8%A7%D9%84%D8%AA%D8%AD%D8%B1%D9%8A%D8%B1-%D8%A7%D9%84%D8%B4%D9%8A%D8%B9%D9%89/3243257
- https://www.shorouknews.com/news/view.aspx?cdate=19122015&id=4421e4c6-4609-4061-9ed6-f9f8fe98fea1
- https://www.elmogaz.com/46433